# Cal Gall (les Borges Blanques)
Cal Gall és una obra modernista de les Borges Blanques (Garrigues) inclosa a l'Inventari del Patrimoni Arquitectònic de Catalunya.

## Descripció
Casa entre mitgeres de planta baixa i dos pisos. Façana amb la part baixa de pedra i arrebossada a partir del primer pis. Al primer pis hi ha un balcó corregut amb dues obertures a la mateixa alçada que les del segon, tot i que aquestes altres són balcons independents. Destaquen les ornamentacions florals que els rematen i la façana, així com la motllura final i la balustrada. l'interior ha estat molt modificat amb el temps. El modernisme s'ha adaptat únicament a nivell ornamental, donant-se certa desconnexió amb la càrrega decorativa popular.

## Història
L'antic propietari era Josep Pifarré i es construí cap el 1900/1915.